# مبرهنة أساسية
مبرهنة أساسية في مجال ما من الرياضيات هي مبرهنة تعتبر مركزية في ذلك المجال.

## مبرهنات أساسية في مجالات تتعلق بالرياضيات
- المبرهنة الأساسية في الجبر,
- المبرهنة الأساسية في الحسابيات,
- المبرهنة الأساسية للتفاضل والتكامل,
- المبرهنة الأساسية للمنحنيات,
- المبرهنة الأساسية للزمر الدائرية,
- المبرهنة الأساسية لنظرية غالوا,
- المبرهنة الأساسية للجبر الخطي,
- المبرهنة الأساسية للهندسة الريمانية,
- المبرهنة الأساسية للبرمجة الخطية,

## مبرهنات أساسية في مجالات لا تتعلق بالرياضيات
- المبرهنة الأساسية لتسعير الأصول,